# Вузькоколійні локомотиви радянських та пострадянських залізниць
В даний список включені локомотиви, що експлуатувалися та експлуатуються на вузькоколійних залізницях України та інших республік колишнього СРСР.

## Ширина колії
Всі локомотиви належать до групи залізниць з шириною колії менше чим 1519—1524 мм (російська колія), а також менше 1435 мм (європейська колія) − зазвичай, з шириною колії 750 мм.
На пострадянському просторі існує кілька стандартів УЖД, у тому числі: 1067 мм (капська колія – у південній частині Сахалінської залізниці), 1000 мм, 750 мм та деякі інші.
Також, у таблиці вказані і відомості про модифікації вузькоколійних локомотивів, розрахованих на експлуатацію на широкій колії.

## Таблиця
| Серія      | Ілюстрації | Осьова формула | Ширина колії, мм | Завод | Роки випуску  | Кількість               |
| ---------- | ---------- | -------------- | ---------------- | --- | ------------- | ----------------------- |
| 157        |            | 0-4-0          | 750              | Коломенський завод, Сормівський завод | 1928 - 1938   |                         |
| 159        |            | 0-4-0          | 750              | Коломенський завод, Подільський завод, Невський завод, Новочеркаський завод | 1930 - 1941   | 990                     |
| П24        |            | 0-4-0          | 750              | Коломінський завод | 1941          | 9                       |
| ВП-4       |            | 0-4-0          | 750              | Воткінський завод | 1940-ті роки. |                         |
| ФТ−4       |            | 0-3-1          | 750              | Tampella | 1945          | 30                      |
| ВЛП-МЛТІ-1 |            | 0-2-0+0-2-0    | 750              | Воткінський завод | 1949          | 2                       |
| ПТ−4 Кф4   |            | 0-4-0          | 750              | Tampella, Lokomo, Valmet | 1948 - 1952   | 564 20                  |
| Кч4        |            | 0-4-0          | 750 762          | Škoda | 1949 - 1951   | 424                     |
| Кв4        |            | 0-4-0          | 750              | Ganz Mavag | 1950 - 1954   | 240                     |
| Кп4        |            | 0-4-0          | 750              | Fabryka Lokomotyw ім. Feliksa Dzierżyńskiego | 1950 - 1959   | 885                     |
| Гр         |            | 0-4-0          | 750              | Lokomotivbau Babelsberg | 1947 - 1956   | 417                     |
| ША         |            | 1-4-0          | 1067             | США Військові паровози, що поставлялися в СРСР за ленд-лізом, могли працювати на колії 1667, 1524, 1435, 1067 мм. 1957 року 50 паровозів переробили на колію 1067 мм і відправили на Сахалінську залізницю. | 1942 - 1946   | 150 (поставлено у СРСР) |
| Д51        |            | 1-4-1          | 1067             | Японія Дісталися Радянському Союзу у 1945 році після Південно-Сахалінська операції. Також 30 паровозів придбано у післявоєнний період для Сахалінської залізниці.                                           | 1936 - 1951   |                         |

| Тип передачі   |
| -------------- |
| Механічна      |
| Гідромеханічна |
| Гідравлічна    |
| Електрична     |

| Серія       | Ілюстрації | Тип                                                             | Осьова формула | Передача       | Ширина колії, мм | Роки випуску | Завод                            | Кількість            | Примітки |
| ----------- | ---------- | --------------------------------------------------------------- | -------------- | -------------- | ---------------- | ------------ | -------------------------------- | -------------------- | --- |
| ТУ1         |            | Магістральний тепловоз                                          | 20 — 20        | Електрична     | 750              | 1954         |                                  | 2                    | Через технічні недоліки в серію не пішов. |
| ТУ2         |            | Магістральний тепловоз                                          | 20 — 20        | Електрична     | 750              | 1955 − 1958  | Калузький машинобудівний завод   | ~300                 | Здебільшого працювали на залізницях МШС через високе осьове навантаження та складнощів в обслуговуванні електричної передачі на відомчих вузькоколійках. Основний тепловоз дитячих залізниць з 1960 по 2000 роки. |
| ТУ3         |            | Магістральний тепловоз                                          | 20 — 20        | Електрична     | 750              | 1957-1959    | Імпортувався з Чехословакії      | 45                   | Поставлявся тільки на залізниці МШС, пізніше передавався на дитячі залізниці та на промислові вузькоколійки. Через велике навантаження на ось та надто великого радіусу проходження кривих, поширення не отримав. |
| ТУ4         |            | Маневровий тепловоз                                             | 2 — 2          | Гідромеханічна | 750, 1067        | 1967 − 1973  | Камбарський машинобудівний завод | >3000                | |
| ТУ5         |            | Маневровий тепловоз                                             | 2 — 2          | Гідромеханічна | 750              | 1962 − 1974  | Камбарський машинобудівний завод | 94                   | Через недопрацювання в конструкції гідропередачі виробництво було згорнуто на користь розробки ТУ7. |
| ТУ5Е        |            | Маневровий тепловоз                                             | 2 — 2          | Гідромеханічна | 1000             | …            | Камбарський машинобудівний завод | 30                   | Поставлявся до В'єтнаму. |
| ТУ6         |            | Маневровий тепловоз                                             | 2 — 2          | Гідравлічна    | 750 — 1524       | 1964 − 1967  | Істьєнський машинобудівний завод | 8 (пробна партія) 10 | |
| ТУ6М        |            | Мотовоз                                                         | 2 — 2          | Механічна      | 750 — 1524       | 1968 − 1971  | Камбарський машинобудівний завод | ~150                 | Використані деталів тепловозу ТУ4. |
| ТУ6А        |            | Маневровий тепловоз                                             | 2 — 2          | Механічна      | 750 — 1524       | 1972 − 1978  | Камбарський машинобудівний завод | ~4000                | Спочатку кузов був уніфікований з ТУ4. В 1978 році була випущена модифікація в кузові ТУ7. Первоначально кузов унифицирован с ТУ4. В − 1978 выпускалась модифицированная версия в кузове, унифицированном с ТУ7.  |
| ТУ6Д        |            | Мотодрезина                                                     | 2 — 2          | Механічна      | 750 —1524        | 1978 − 1988  | Камбарський машинобудівний завод |                      | Модифікація ТУ6А. |
| ТУ6П        |            | Автомотриса                                                     | 2 — B (амер.)  | Механічна      | 750 — 1524       | до 1988      | Камбарський машинобудівний завод |                      | Модифікація ТУ6А. |
| ТУ6СП       |            | Енергоагрегат                                                   | 2 — 2          | Механічна      | 750 — 1524       | з 1980       | Камбарський машинобудівний завод |                      | |
| ТУ7         |            | Магістральний тепловоз                                          | 2 — 2          | Гідравлічна    | 750 — 1056, 1435 | 1971 − 1986  | Камбарський машинобудівний завод |                      | В 1975 − 1986 випускався з другою гідропередачею. |
| ТУ7А        |            | Магістральний тепловоз                                          | 2 — 2          | Гідравлічна    | 750 — 1056, 1435 | 1987 − н.ч   | Камбарський машинобудівний завод | 3351 (разом з ТУ7)   | Модифікація ТУ7 під нову уніфікрвану гідропередачу з зміною в системі управління автоматики. |
| ТУ7А (2008) |            | Модифікація магістрального тепловозу ТУ7А для дитячих залізниць | 2 — 2          | Гідромеханічна | 750              | 2008 − …     | Камбарський машинобудівний завод |                      | З номера 3351, виготовляється з дизелем ЯМЗ і гідромеханічною передачею Foith. |
| ТУ8         |            | Магістральний та маневровий тепловоз                            | 2—2            | Механічна      | 750, 1067, 1524  | з 1988       | Камбарський машинобудівний завод | 532                  | Модифікація тепловоза ТУ6А під моторну групу ЯМЗ-236. |
| ТУ8Г        |            | Тепловоз-дрезина                                                | 2—2            | Механічна      | 750, 1067, 1524  | з 1988       | Камбарський машинобудівний завод |                      | На базі ТУ8, замість ТУ6Д. |
| ТУ8Е        |            | Магістральний та маневровий тепловоз                            | 2—2            | Механічна      | 1000             | з 1988       | Камбарський машинобудівний завод | 4                    | Поставлявся до В'єтнаму.. |
| ТУ9         |            | Маневровий тепловоз                                             | 2—2            | Механічна      | 900              | 1994         | Камбарський машинобудівний завод | 4                    | Поставлявся у Вірменію. За іншими даними поставлялись на будівництво По другим данным поставлены на строительство Ірганайської ГЕС.                                                                               |
| ТУ10        |            | Тепловоз для дитячих залізниць                                  | 2 — 2          | Гідромеханічна | 750              | з 2010       | Камбарський машинобудівний завод |                      | |

## Електровози
| Серія        | Ілюстрації | Осьова формула    | Ширина колії, мм | Рід струму та напруги   | Завод                                                                                            | Роки випуску | Кількість | Примітки |
| ------------ | ---------- | ----------------- | ---------------- | ----------------------- | ------------------------------------------------------------------------------------------------ | ------------ | --------- | --- |
| П-КО-1       |            |                   | 750              | Змінний струм, 6 кВ     | Новочеркаський електровозобудівний завод                                                         | 1951         | 1         | Експериментальна модель для вузькоколійній залізниці Шатурського транспортного управління. |
| ЕД1          |            |                   |                  |                         | Дитяча залізниця в Ужурі                                                                         |              | 1 або 2   | Саморобний. За різними даними побудовано 1 або 2 штуку на вузькоколійці в Ужурі. |
| ВЛ4          |            | 20 — 20           | 750              | Постійний струм, 250 В  | —                                                                                                | —            | —         | Спеціальний проєкт для дитячих залізниць. Не запущений в масове виробництво. |
| ЕД-18        |            |                   | 750              | Змінний струм, 6 кВ     | —                                                                                                | 1959-1962    | >3        | |
| ПЕУ1         |            | 20 — 20           | 750              | Постійний струм, 250 В  | Дніпровський електровозобудівний завод                                                           | 1970—1984    | 24        | Промисловий електровоз для кар'єрів. Був переданий на дві дороги в Таджикистані (Мехробод) та в Казахстані (Текелі). На інші залізниці не поставлялись. Станом на 2010 рік використовуються на обох вузькоколійках. Станом на 2022 рік не працюють. |
| ПЕУ2         |            | 20 — 20 × 20 — 20 | 750              | Постійний струм, 250 В  | Дніпровський електровозобудівний завод                                                           | 1990         | 1         | Промисловий двухсекційний електровоз для кар'єрів. Побудований в єдиному екземплярі. Кожна секція працює поодинці в Таджикистані (Мехробод) та в Казахстані (Текелі). Станом на 2010 рік працюють. Обладнаний автозчепленням СА-3.                  |
| К-10         |            | 20                | 600, 750, 900    | Постійний струм, 250 В  | Олександрівський машинобудівний завод, Новочеркаський електровозобудівний завод, ПКФ «Амплитуда» | c 1971       | >6500     | Промисловий шахтарський електровоз. Поставлялися на різні промислові наземні вузькоколійки. |
| К-14 (К-14М) |            | 20                | 750, 900         | Постійний струм, 250 В  | Олександрівський машинобудівний завод, ПКФ «Амплитуда»                                           |              |           | Промисловий шахтарський електровоз. Поставлялися на різні промислові наземні вузькоколійки. |
| ЧС11         |            | 20 — 20           | 911              | Постійний струм, 1500 В | Škoda Works                                                                                      | 1966         | 12        | Вузькоколійний електроовоз з гірським профілем. Працює на залізниці Боржомі — Бакуріані. |
| АРП5Т        |            | 10 — 10           | 550—900          | Постійний струм, 300 В  | ПКФ «Амплитуда»                                                                                  |              |           | Вузькоколійний акумуляторний електровоз. Призначений для використання на шахтах. |
| АРП8Т        |            | 10 — 10           | 550—900          | Постійний струм, 300 В  | ПКФ «Амплитуда»                                                                                  |              |           | Вузькоколійний акумуляторний електровоз. Призначений для використання на шахтах. |